# Phthirusa geniculifera
Phthirusa geniculifera är en tvåhjärtbladig växtart som beskrevs av C.T. Rizzini & A. de Mattos-filho. Phthirusa geniculifera ingår i släktet Phthirusa och familjen Loranthaceae. Inga underarter finns listade i Catalogue of Life.